# Элифант (архиепископ Арля)
Элифа́нт (лат. Elifantus; умер не ранее 794) — архиепископ Арля (не позднее 788 — не ранее 794), первый с конца VII века арльский иерарх, сведения о котором содержатся в достоверных исторических источниках.

## Биография
Элифант управлял Арльской архиепархией в период её истории, недостаточно полно освещённый в источниках. Из пятнадцати архиепископов, занимавших кафедру Арля между Иоанном I и Иоанном II, только о трёх (Феликсе, Вольберте и Элифанте) имеются достоверные сведения. Данные о жизни ещё нескольких прелатов (включая святого Георгия и Ратберта) историки подвергают серьёзному сомнению. О существовании же большинства глав Арльской архиепархии этого периода известно только по упоминаниям их имён в средневековых диптихах.
Согласно спискам арльских архиепископов, предшественником Элифанта на местной кафедре был Арладис. Первое упоминание об Элифанте относится к 27 июня 788 года, когда он вместе с епископом Даниэлем председательствовал на церковном соборе в Нарбоне. На этом собрании, созванном по призыву папы римского Адриана I, прелаты Арльской и Нарбонской митрополий осудили как еретические адопцианские воззрения архиепископа Толедо Элипанда и епископа Уржеля Феликса. Под актами этого собора Элифант подписался как «епископ первенствующего места» (лат. primae sedis episcopus), что, возможно, свидетельствует о том, что в это время он занимал должность папского викария в Галлии.
Ко времени нахождения Элифанта на кафедре относится первое упоминание о должности епархиального прево Арля, в обязанности которого входило управление архиепархией во время отсутствия в ней архиепископа.
1 июля 794 года архиепископ Элифант принял участие в представительном церковном соборе, созванном по приказу короля франков Карла Великого во Франкфурте. На этом собрании присутствовало множество духовных и светских лиц, включая и самого монарха. Были обсуждены не только церковные, но и государственные проблемы. Собор вновь осудил учение Феликса Урхельского и восстановление иконопочитания в Византии, а также принял решение о деле епископа Вердена Петра, участника заговора Пипина Горбатого. Среди других вопросов, поднятых на соборе, его участники рассмотрели спор между архиепископами Элифантом Арльским и Урсионом Вьеннским о юрисдикции над епархиями-суффраганами. Восьмой канон Франкфуртского собора постановлял, что, согласно посланиям римских пап Григория Великого, Льва Великого и Симмаха, Арльская митрополия, как более древняя и первенствующая в Галлии, должна иметь в подчинении девять епархий (епископства Марсель, Альба, Ди, Сен-Поль, Везон, Оранж, Кавайон, Авиньон и Карпантра, в то время как Вьеннская — только четыре. Вопрос, поднятый главами кафедр Тарантеза, Экс-ан-Прованса и Амбрёна, о возвращении их епархиям утраченных несколько веков назад статусов митрополий, был вынесен на рассмотрение папы римского Адриана I. Согласно церковной традиции, позднее в этом же году папа дал согласие на возведение всех трёх епархий в ранг митрополий, однако и долгое время спустя главы этих кафедр в официальных документах упоминались только как епископы.
Участие архиепископа Элифанта во Франкфуртском соборе 794 года — это последнее упоминание о нём в исторических источниках. Дата его смерти неизвестна. Новым главой Арльской архиепархии был избран Лупо.